# 아만다 폰델
아만다 폰델(Amanda Fondell, 1994년 8월 29일 ~ )은 스웨덴의 가수이다. 스웨디쉬 아이돌(Swedish Idol) 시즌 8 우승자다.